# Jediisme
 (juillet 2021).
Améliorez-le ou discutez des points à vérifier. 
Le jediisme est une philosophie et un nouveau mouvement religieux non théiste, non dogmatique et non organisé fondé sur les enseignements philosophiques et spirituels des Jedi, qui sont originellement des personnages imaginaires issus des médias Star Wars. Le Jediisme en reprend les codes spirituels et vestimentaires. 
Les membres de ce mouvement, appelés Jedi comme les personnages dont ils s'inspirent, affirment l'existence d'une entité métaphysique mystérieuse qu'ils appellent la Force et préconisent l'adhésion au Code Jedi. Certains y adhèrent de façon sérieuse, d'autres de façon superficielle voire ironique, comme dans le cas du culte de la Licorne rose invisible ; de ce fait, il est difficile de déterminer l'ampleur réelle de ce mouvement. Selon différents recensements dans certains pays anglophones, plus de 500 000 personnes ont indiqué que leur religion était Jedi, dans ce qui a été appelé le phénomène Jedi de 2001. Il existe au moins trois « temples » Jedi (qui correspondent à des églises) enregistrés et organisés aux États-Unis et au Royaume-Uni.

## Philosophie Jedi
Les Jedi interprètent et utilisent les enseignements philosophiques du Code Jedi dans la vie de tous les jours. La philosophie du jediisme emprunte beaucoup au taoisme, au bouddhisme, au yoga, au stoïcisme ou encore au christianisme, et aux travaux d'Alan Watts et Joseph Campbell. 
Le jediisme partage des idéaux avec de nombreuses religions ainsi que les aspects spirituels de certains arts martiaux. Malgré une grande diversité idéologique liée à l'abondance des ressources sur Star Wars, les Jedi partagent un ensemble de valeurs fondamentales essentielles à leur voie.
Daniel Morgan Jones, dirigeant de l'Église Jedi anglaise, a ainsi intégré une forme de méditation de pleine conscience pour mettre l'accent sur la spiritualité. Il considère son organisation comme « un mouvement philosophique et spirituel prônant notamment la vérité, l’honnêteté et la tolérance ».
La plupart des Jedi suivent un code de conduite similaire à celui de la chevalerie[réf. nécessaire], le Code Jedi. Cependant, parce qu'il n'y a pas de voie unique ou de livre saint dans le jediisme, de nombreux codes coexistent, tous plus ou moins inspirés de philosophie, codes et leçons de Star Wars. Néanmoins, le terme de « Code Jedi » ne devrait[réf. nécessaire] faire référence qu'à un seul et unique code originel, qui s'énonce ainsi, :

« Il n'y a pas d'émotion, il y a la paix.
Il n'y a pas d'ignorance, il y a la connaissance.
Il n'y a pas de passion, il y a la sérénité.
Il n'y a pas de chaos, il y a l'harmonie.
Il n'y a pas la mort, il y a la Force. »

La Force est ce dont tout provient, ce en quoi tout existe, et ce en quoi tout retourne. Beaucoup l'appellent un champ d'énergie et elle peut être comparée au qi ou au dieu cosmique du panthéisme. C'est l'énergie derrière l'existence de tout ce qui est connu ou non de l'Homme, et la pensée qui l'entoure est comparable à la théorie du tout en physique théorique et en philosophie. La Force ne demande ni prière ni adoration ou autres actions similaires présentes dans d'autres religions, cependant la plupart des Jedi pratiquent quelques formes de méditation.[réf. nécessaire]
La plupart des Jedi choisissent de se concentrer sur la force à travers l'un des trois aspects spirituels les plus acceptés : la force personnelle, la force de vie, et la force unificatrice.[réf. nécessaire]

## Ordres Jedi
Aujourd'hui, plusieurs associations d'Ordre Jedi sont actives dans le monde, en particulier aux États-Unis, Royaume-Uni, Canada, France, Australie et Japon. Elles partagent une foi sérieuse en la Force, dont elles ont une définition réaliste[réf. nécessaire]. Des académies de sabre laser sont apparues en France, coordonnées par la Sport saber league et encadrées par la Fédération française d'escrime
Ces mouvements d'Ordre Jedi ne sont la plupart du temps pas connectés les uns aux autres, surtout à l'échelle locale et ont chacun un fonctionnement et une organisation propre qui peuvent diverger. Les membres de ces Ordres Jedi très sérieux et engagés sont peu nombreux, sans doute quelques milliers à travers le monde. La difficulté à définir ces mouvements tien principalement du fait que pour savoir comment ils fonctionnent, il faut en faire partie, ce qui est souvent compliqué car ces organisations sont certes pacifistes, mais très fermées et d'accès aux critères très spécifiques.[à vérifier] Le Maître Jedi français Benjamin-Alexandre Miller est un des rares membres français qui a communiqué publiquement sur l'Ordre Jedi et sa philosophie[précision nécessaire], Selon Maître Miller, « Ce n’est pas le sabre qui fait le chevalier ni sa robe mais son cœur, son âme, et la façon dont il ressent la vie ».

## Critique
À cause des origines de culture pop du jediisme et de l'utilisation du web pour organiser, partager et attirer les autres vers les communautés Jedi, les organisations Jedi publiques et non sélectives ont tendance à attirer des individus assez insolites.
Le site web (aujourd'hui fermé) thejediismway.org, l'un des plus gros forums Jedi en son temps, alertait ses visiteurs des sites web et individus « toxiques ». Son équivalent est aujourd'hui le site templeofthejediorder.org.
La communauté Jedi semble incapable de garder, organiser et partager ses propres informations. La communauté semble constamment souffrir de drames et menaces juridiques causant la perte de sites et contributeurs importants.
Le jediisme est souvent rapporté sur Internet et dans les articles de presse de façon non importante, et généralement négative. La mauvaise presse du phénomène Jedi de 2001 et un reportage de la BBC ont contribué à la création des termes jediism (jediisme) et jedi realism.
Deux Jedi auto-proclamés portant des robes Jedi de Star Wars ainsi qu'une tierce personne s'étant déguisée en wookiee ont demandé que l'ONU change la journée internationale de la tolérance en la journée interstellaire de la tolérance,,. Ce type d'actions contribue à donner du jediisme en général une image excentrique. De la même façon, une manifestation, sous forme de procession, a eu lieu à Metz le 8 août 2015, organisée par l'Ordre Jedi de Metz pour réclamer l'extension du Concordat d'Alsace-Moselle à leur ordre. Une association laïque locale, Les Profanes, s'est associée à cette procession pour ainsi réclamer l'abrogation ou la généralisation du concordat à l'ensemble des religions.
La Church of Jediism (« Église du Jediisme »), une société privée à responsabilité limitée (private limited company) établie à Holyhead au Royaume-Uni par Daniel Jones, apparaît régulièrement dans les médias dans des controverses avec Tesco (chaîne de supermarchés), Jobcentre (pôle emploi), combat avec jouets Star Wars sur plateau TV ainsi qu'une attaque par « Dark Vador », un homme en état d’ébriété vêtu d'un sac poubelle noir. D'autres organisations Jedi éprouvent régulièrement leur mépris pour cette entreprise,.

## Phénomène Jedi de 2001
Ce phénomène est un mouvement qui eut lieu à partir de 2001 dans divers pays anglophones et qui consista, pour les citoyens de ces pays, à indiquer sur leur formulaire de recensement que leur religion était « Jedi » ou « Jedi Knight » (chevalier Jedi), dit aussi jediisme, en référence à l'ordre religieux de l'univers fictionnel de Star Wars.
La campagne fut organisée en faisant circuler des courriels prétendant que si assez de personnes écrivaient « Jedi », cette religion serait officiellement reconnue par le gouvernement. Les courriels demandaient parfois aux gens de dire que leur religion était « Jedi » « parce que vous aimez Star Wars » ou « juste pour ennuyer les gens ».
D'autres raisons ont été évoquées pour expliquer ce comportement, comme l'esprit frivole, l'envie de protester ou de se moquer du recensement ou de la religion, ou le désir d'affirmer ou de prétendre qu'on est un chevalier Jedi.
Tout ceci montre que le jediisme peut être également revendiqué comme religion de façon humoristique ou parodique, comme le pastafarisme et le culte de la Licorne Rose Invisible, et non uniquement de façon sérieuse (présupposant un respect des préceptes des Jedi), excentrique, commerciale, ou malveillante.
À ce jour, seuls les États-Unis ont reconnu ce mouvement comme une religion.[réf. nécessaire]

### Australie
En Australie, plus de 70 000 personnes se sont déclarés membres de l'ordre Jedi lors du recensement de 2001. L'Australian Bureau of Statistics a publié un communiqué annonçant que toute réponse liée aux Jedi serait classée dans la catégorie « religion non définie », tout en rappelant que fausser la pertinence du recensement pouvait être coûteux pour la collectivité, car les données qui en résultent sont très utilisées.

### Nouvelle-Zélande
En Nouvelle-Zélande, dans le recensement de 2001 plus de 53 000 personnes furent listées comme étant Jedi[Quand ?], équivalent à 1,5 % de la population, le plus grand score dans le monde, cette année-là. Considérée comme « Notée, mais non prise en compte », la religion Jedi aurait été la deuxième de Nouvelle-Zélande ; les résultats de ce recensement ayant été :
- chrétiens : 58,9 % ;
- sans religion : 29,6 % ;
- ne se prononce pas : 6,9 % ;
- Jedi : 1,5 % ;
- bouddhistes : 1,2 % ;
- hindouistes : 1,2 %.

Lors du recensement de 2018, le nombre de personnes se réclamant du jediisme est de 20 409.

### Canada
Au Canada, vingt mille Jedi furent comptés lors du recensement de 2001.

### France
En France, l'Ordre Jedi revendique près d'un millier de membres regroupés autour d'antennes régionales administrées par une instance nationale.

### Royaume-Uni
En Angleterre et au Pays de Galles, 390 127 personnes (près de 0,8 % de la population) ont indiqué que Jedi était leur religion sur leur formulaire de recensement en 2001, faisant d'elle la quatrième religion indiquée. Les plus grands pourcentages venaient typiquement de villes avec une importante population étudiante. Les pourcentages des affiliations religieuses (sans compter les athées et ceux qui n'ont pas répondu) étaient :
- chrétiens : 72,0 % ;
- musulmans : 3,1 % ;
- hindouistes : 1,1 % ;
- Jedi : 0,7 %.

La Commission de contrôle des institutions charitables de Grande-Bretagne et d’Écosse a rejeté en décembre 2016 la candidature du Temple de l'ordre des Jedi qui avait demandé à se faire reconnaître comme association religieuse.

### République tchèque
Bien que le phénomène ait débuté en 2001, le recensement de 2011 en République tchèque compte 15 070 chevaliers Jedi par rapport aux 1 083 899 catholiques et aux 707 649 croyants non pratiquants.